# Franco Sanchirico
Franco Sanchírico est un footballeur argentin né le 21 janvier 1984 à Córdoba. Il évolue au poste de défenseur et joue actuellement sous les couleurs de l'UD Cornellà.

## Biographie
Il est formé à l'Instituto Atlético Central Córdoba et rejoint l'équipe première du club dès 2003. C'est à cette époque qu'il gagne une médaille d'or aux Jeux panaméricains de 2003 avec l'Équipe d'Argentine. Avec l'IAC Cordoba, il joue à un niveau professionnel d'abord dans le Championnat d'Argentine D2 dont Cordoba est champion en 2004 (premier du tournoi d'ouverture et remportant la finale contre Almagro) puis dans le Championnat d'Argentine (40 matches en première division). 
Le 4 décembre 2008 il s'engage à l'Olympique Croix-de-Savoie 74 (qui évolue alors en Championnat de France National, troisième division). Il n'y joue qu'une demi-saison et une dizaine de match, puisque, victime de blessures, il ne participe à aucun match l'année suivante, qui sera pourtant la saison du titre de champion de National pour ce club renommé à l'intersaison Évian Thonon Gaillard Football Club. 
Il rejoint ensuite la quatrième division espagnole en fin de saison, où il se remet de ses blessures dans le club de la ville d'El Masnou en Catalogne pour une saison, avant de s'engager avec l'UE Cornella, club de la ville de Cornellà de Llobregat, toujours en Catalogne. Il est apprécié dans ce club pour son importance dans les « matchs tactiques », ainsi que pour sa capacité à marquer sur coup franc. Il quitte le club au mercato estival 2013, après y avoir disputé 43 matchs et marqué 4 buts, et rejoint Tecnofútbol qui évolue en première division catalane (Primera División Catalana (es)),. 

## Palmarès
- Équipe d'Argentine des moins de 20 ans
  - Médaille d'or aux Jeux panaméricains de 2003

- Instituto Atlético Central Córdoba
  - Championnat d'Argentine de D2 en 2004

- UE Cornella
  - Vice-champion du groupe de Catalogne du Championnat d'Espagne D4